# Heideweiher an der Flötte
Das Naturschutzgebiet Heideweiher an der Flötte liegt auf dem Gebiet der Gemeinde Saerbeck im Kreis Steinfurt in Nordrhein-Westfalen. Das Gebiet erstreckt sich nordöstlich des Kernortes Saerbeck. Westlich verläuft die B 219, östlich fließt der Dortmund-Ems-Kanal. Südlich erstreckt sich das 243,13 ha große Naturschutzgebiet Feuchtgebiet Saerbeck.

## Bedeutung
Für Saerbeck ist seit 1984 ein 14,05 ha großes Gebiet unter der Kenn-Nummer ST-054 als Naturschutzgebiet ausgewiesen. Das Gebiet wurde unter Schutz gestellt
- zur Erhaltung, Förderung und Wiederherstellung von Lebensgemeinschaften oder Biotopen bestimmter wildlebender Tier- und Pflanzenarten, insbesondere zur Erhaltung und Entwicklung der Heideweiher als Lebensraum und Vermehrungsort für zahlreiche z. T. gefährdete heide- und moortypische Pflanzen- und Tierarten,
- zur Erhaltung und Entwicklung der oligo- bis mesotrophen Stillgewässer und
- wegen der besonderen Bedeutung des Biotopkomplexes für gefährdete Amphibien, Reptilien und Libellen.